# Le Bol de punch
Le Bol de punch est une nouvelle de Théophile Gautier, publiée pour la première fois en 1833 dans le volume des Jeunes France, romans goguenards.

## Résumé
Description d'une soirée mouvementée de la bohème romantique se terminant par un bol de punch et une conduite en prison par les sergents de ville pour tapage nocturne.